# Михайло Хмельницький (підстароста)
Михайло Лаврінович Хмельницький (? — 6 жовтня 1620 або після 8 листопада 1627) — військовик та урядник Речі Посполитої. Батько Богдана Хмельницького, дід Тимоша та Юрія Хмельницьких. Ймовірно, шляхтич. Уряди (посади): чигиринський підстароста (безсумнівно); за твердженням тернопільських краєзнавців, староста товстенський і язловецький.

## Життєпис
Автори «Довідника з історії України» (за ред. І. Підкови та Романа Шуста) називають імовірним місцем народження Михайла Хмельницького с. Хмельник на Перемишльщині. Б. Мельничук, Я. Павлик і А. Сеник уточняють, що це сучасний Перемиський повіт (Польща). Проте в сучасному Перемиському повіті поселення з такою назвою немає, але воно є в сусідньому Ряшівському повіті того ж Підкарпатського воєводства. Ймовірно також, що під Хмельником могли розуміти село Хміль, яке дійсно розташовувалося на південь від Перемишля та існувало до виселення українців після обміну територіями в 1951 році між УРСР та ПНР.
Михайло Хмельницький служив у Жовкві при дворі коронного гетьмана Станіслава Жолкевського, потім — корсунсько-чигиринського старости (сотника) Івана Даниловича (після одруження останнього з донькою Станіслава Жолкевського Софією) в Олеську, мав посаду провентового писаря.
Іван Данилович проводив активну колонізацію Дикого Поля, заклав місто Чигирин. Михайло Хмельницький був осадчим того міста, отримав від Івана Даниловича посілість (земельну ділянку) над річкою Тясмином милею вище від Чигирина, де збудував собі хутір. Біля цього хутора з часом постало село Суботів. За кресовим звичаєм, отримав ділянку без оформлення диплому (документу), а на підставі усної вказівки старости, що потім використали вороги Богдана, щоби забрати її).
Від 1594 — чигиринський підстароста. На початку 1590-х років Михайло одружився з козачкою Анастасією Федорівною, близько 1595 року в них народився син Богдан.
У 1600 році зафіксований у документах як чигиринський городовий отаман. Там само вказане і його ім'я по-батькові: Михайло Лаврінович.
Окремо існує повідомлення королівського історіографа Веспасіяна Коховського про те, що старосту Хмельницького польська влада виселила з родинного маєтку, позбавивши громадянських прав. Він змушений був виїхати до Чигирина. На Чигиринщині осадив низку нових поселень, за військові заслуги йому надали слободу Суботів під Чигирином, а пізніше заснував власну слободу — Новосельці.

## Питання походження і шляхетства Михайла Хмельницького
Український дослідник Мирон Кордуба в «Польському словнику біографічному» подав, зокрема, такі відомості: Михайло Хмельницький належав до верстви землевласників. Ні з київськими міщанами Хмелями, ні з Берком з Хмільника не мав родинних зв'язків. Немає доказів як шляхетського походження, так і його відсутности. В автобіографічному листі до короля Яна II Казимира, написаного під Зборовом 1649 року, син Богдан назвався шляхтичем.
Генеалог Каспер Несецький відносив Хмельницьких до гербу Масальський. Одружився з донькою заможного козака.
Вавжинець Марчинський в описі Подільської губернії 1820 року подає, що Хмельницькі походять з околиць Хмільника (зокрема, Богдан Хмельницький), на початку XIX ст. там проживали їх нащадки.
За версією історика Вацлава Маційовського, чигиринський сотник Михайло Хмельницький — нащадок гетьмана Венжика Хмельницького, був одружений з донькою низового гетьмана князя Богдана (Федора) Ружинського гербу власного — Анастасією Ружинською.
Подібну версію повідомляє «Історія Русів»:
«Хмельницький той є нащадком Венжика Хмельницького, раніше бувшого Гетьмана Малоросійського; він, рахуючись у боярах, або ранговій Шляхті Малоросійській, мав у вічистому володінні своєму містечко Суботів з хуторами та значними вгіддями, а в ньому муровану церкву і монастир, предками його і ним споруджені. У службі військовій мав він чин Сотника в реєстровому Черкаському полку; але за характером, підсилюваним добрим достатком, значив вельможу краю тутешнього. Пошлюблена з ним була донька Гетьмана Богдана Анастасія, і від того шлюбу народжений син Зіновій Хмельницький дістав при хрещенні його друге ім'я, дідівське з матірнього боку, Богдан, дане йому звичаєм Римських Католиків од хрещеного батька його Князя Сангушка».

## Михайло Хмельницький у Товстому
У ЦДІАК України у фонді Кам'янецького земського суду зберігається (ф. 37, оп. 1, спр. 9, арк. 264) документ, датований початком 1579 року з архівною назвою «Втеча підданих Станіслава Бидловського з с. Щеніїв (Кам'янецького повіту) до маєтку Михайла Хмельницького в м. Тлусте (Червоногородського повіту)».
На цій підставі директор краєзнавчого музею в Товстому Ярослав Павлик у 2008 зробив висновок, що батько Богдана Хмельницького мав маєток у цьому місті. Того ж 2008 року він, Богдан Мельничук та А. Сеник опублікували енциклопедичну статтю про Михайла Хмельницького, в якій назвали його «власником родинного маєтку в містечку Товсте» і стверджували, що він був старостою товстенським і язловецьким, мешкаючи в Товстому у 1569—1592 роках. Проте, за джерелами, Товстим у цей час володів Міхал Язловецький, староста хмільницький. Цікаво, що Богдан Хмельницький презентувався родовим шляхетським гербом «Абданк», до якого належав і рід Міхала Язловецького.

## Останні роки життя
За польсько-турецької (Хотинської) війни 1620 року Михайло Хмельницький як сотник із Чигиринщини разом з коронним гетьманом Станіславом Жолкевським брав участь у поході на Молдавію. У бою з татарами під Цецорою Михайло Хмельницький полонений, перебував у турецькому полоні. У Державному архіві Львівської області Борис Возницький знайшов документ від 8 листопада 1627 з відомостями про плани обміну полоненого турка Абдуррахмана на чигиринського підстаросту Михайла Хмельницького. Обмін тоді не відбувся, його подальша доля не встановлена.
За даними Мирона Кордуби, Іван Данилович перед походом до Молдавії прислав гетьману Станіславові Жолкевському відділ лісовчиків і добровольців під проводом Михайла Хмельницького; ймовірно, це була перша та остання його виправа. За традиційною версією (зокрема, Мирона Кордуби чи «Історії Русів»), Михайло Хмельницький під Цецорою не потрапив у полон, а загинув 6 жовтня 1620 року під час катастрофічного відступу разом із гетьманом.

## Вшанування пам'яті
Пам'ятник Михайлу Хмельницькому встановлений у Лисянці.

### Дума про Михайла Хмельницького
|  | «Відкіль їдешь? Від Дунаю. «А що чував про Михайлу? «Еге чував! я сам видав: Йшли Ляхи на три шляхи, Козаченьки на чотири, А Татаре поле крили. А в тім війську Козацькому Їхав возок, тай покритий Червоною китайкою, Заслугою козацькою. А в тім візку було тіло, Порубане і почорніле; За тим возком кінь, лицарьский Веде коня хлоп козацький, Держить в руци спис довгенький, А у другий меч ясненький, — Ой, ще з меча і кров тече. По Михайлу мати плаче. Не дуже син порубаний, Головонька на три части, Біле тіло на чотири. |